# Fujin (Jiamusi)
Koordinaten: 47° 9′ N, 132° 16′ O
Die Stadt Fujin (chinesisch 富锦市, Pinyin Fùjǐn Shì) ist eine kreisfreie Stadt, die zum Verwaltungsgebiet der bezirksfreien Stadt Jiamusi in der chinesischen Provinz Heilongjiang gehört. Fujin hat eine Fläche von 7.420 m² und zählt 414.090 Einwohner (Stand: Zensus 2020).

## Administrative Gliederung
Auf Gemeindeebene setzt sich Fujin aus zwei Straßenvierteln, zehn Großgemeinden, vier Staatsforsten und fünf Staatsfarmen zusammen (2009). Diese sind:
- Straßenviertel Chengshi (城市街道), Sitz der Stadtregierung;
- Straßenviertel Chengguan (城关街道); die beiden Straßenviertel bildeten früher die Großgemeinde Fujin (富锦镇).
- Großgemeinde Chang’an (长安镇);
- Großgemeinde Dayushu (大榆树镇);
- Großgemeinde Erlongshan (二龙山镇);
- Großgemeinde Hongsheng (宏胜镇);
- Großgemeinde Jinshan (锦山镇);
- Großgemeinde Shangjieji (上街基镇);
- Großgemeinde Toulin (头林镇);
- Großgemeinde Xiangyangchuan (向阳川镇);
- Großgemeinde Xinglonggang (兴隆岗镇);
- Großgemeinde Yanshan (砚山镇);
- Staatsforst Dongfenggang (东风岗林场);
- Staatsforst Gongnong (工农林场);
- Staatsforst Shilashan (石砬山林场);
- Staatsforst Taidonglin (太东林场);
- Staatsfarm Chuangye (创业农场);
- Staatsfarm Daxing (大兴农场);
- Staatsfarm Qixing (七星农场);
- Staatliche Saatzuchtstation (种蓄场);
- Staatliche Zuchtschweinefarm (种猪场).